# Fort James (Antigua-et-Barbuda)
Pour les articles homonymes, voir Fort James.
Le fort James est un ancien fort colonial situé à Saint John's à Antigua-et-Barbuda.

## Toponymie
Le fort James est nommé en l'honneur du roi Jacques II d'Angleterre.

## Historique
Le fort James est un fort, situé à l'entrée de Saint John's sur un promontoire surplombant la ville, construit par les Britanniques au XVIIIe siècle pour protéger le port en cas d'invasion par les Français. Les travaux ont débuté en 1706 même si la plupart des bâtiments n'ont été construits qu'en 1739. En 1773, il contenait 36 armes à feu et une caserne pouvant accueillir 75 soldats.
Il ne subsiste aujourd'hui du fort que la poudrière, plusieurs canons et les murs.